# Symphurus ommaspilus
Symphurus ommaspilus es una especie de pez de la familia Cynoglossidae en el orden de los Pleuronectiformes.

## Distribución geográfica
Se encuentran en las costas insulares del Mar Caribe.